# Suo jure
Suo jure är ett latinskt rättsbegrepp som åsyftar att någon är (något) i egen rätt, och brukas exempelvis för dem som är adliga i egen rätt, i synnerhet om kvinnor som föddes adliga (i motsats till dem som gift in sig i adeln).